# Karl Hahn (homme politique, 1901)
Pour les articles homonymes, voir Hahn.
Ne doit pas être confondu avec Karl Hahn (homme politique, 1846).
Karl Hahn (né le 17 mai 1901 à Allmendshofen et mort le 6 mars 1982 à Allensbach) est un homme politique allemand de la CDU.

## Biographie
Après l'école primaire, Hahn étudie d'abord l'école professionnelle jusqu'en 1917. Il suit ensuite un apprentissage commercial et travaille comme commis. À partir de 1924, il travaille au sein de l'Association nationale allemande des employés (de) (DHV), d'abord en tant que chef du travail de jeunesse, plus tard en tant que chef de district jusqu'à l'incorporation des associations professionnelles au Front du travail allemand (DAF) par les nationaux-socialistes. De 1934 à 1939, il est associé dans une entreprise de vente en gros de café avec une société de vente par correspondance. Après cela, il est directeur commercial d'une entreprise à Berlin jusqu'en 1945. En 1946, il devient directeur général de la confiserie August Storck à Werther. À partir de 1950, il travaille comme consultant en gestion dans l'industrie alimentaire.
En 1950, Hahn participe à la fondation de l'Association allemande des greffiers (de) et en devient le président.

## Parti
Dans le Troisième Reich, Hahn travaille comme administrateur du travail pour le gouvernement national-socialiste. Il rejoint le NSDAP en 1933 (numéro de membre 2 596 960).
Hahn devient membre de la CDU en 1945. Initialement président du district de Westphalie orientale/Lippe, il devient ensuite vice-président de l'État de Westphalie.

## Député
Hahn est député du Bundestag de 1953 à 1969. Du 27 février 1958 au 21 janvier 1970, il est également député du Parlement européen.

## Honneurs
Karl Hahn reçoit la Grand-Croix du Mérite de la République fédérale d'Allemagne en 1968.